# Степура Владислав Сергійович
Владисла́в Сергі́йович Степу́ра (* 21 березня 1938, смт Велика Олександрівка Херсонської області) — український журналіст, політик.

## Біографічні відомості
Українець.
1961 року закінчив Київський політехнічний інститут. За фахом інженер-механік («Машини та апарати хімічного виробництва»).
У 1961—1963 роках — майстер, інженер-конструктор Довбиського порцелянового заводу (Житомирська область). Працював учителем математики Білокриницької середньої школи Великоолександрівського району.
У 1963—1982 роках працював у редакціях газет Одеської, Дніпропетровської та Херсонської областей.
У 1982—1983 роках — начальник бюро технічної інформації Херсонського заводу карданних валів.
У 1983—1998 роках — старший редактор, головний редактор телебачення Херсонської
обласної державної телерадіокомпанії.
Народний депутат України третього скликання (від 12 травня 1998 року до 14 травня 2002 року). Обрано від КПУ (№ 94 у списку). Тоді ж балотувався по виборчому округу № 184 (Херсонська область) і посів 17-е місце з 26 претендентів. Член Комітету з питань свободи слова та інформації. Член фракції Комуністичної партії України.